# Paolo Vanoli
Paolo Vanoli (Varese, 12 agosto 1972) è un allenatore di calcio ed ex calciatore italiano, di ruolo difensore.

## Carriera

### Giocatore

#### Club

Vanoli (in piedi, primo da sinistra) alla Fiorentina nella stagione 2000-2001

È il fratello minore di Rodolfo Vanoli, anche lui ex calciatore. Ha giocato a livelli dilettantistici fino ai 21 anni quando venne ingaggiato dal Venezia con cui disputa due stagioni in Serie B.
Nel 1995 passa all'Hellas Verona dove al primo anno conquista la promozione dalla cadetteria e nel quale resterà per le due seguenti stagioni di Serie A.
Nel 1998 viene ingaggiato dal Parma dove in due anni vince una Coppa UEFA (segnando anche il secondo dei tre gol con cui il Parma sconfisse l'Olympique Marsiglia in finale), una Coppa Italia ed una Supercoppa italiana.
Nel 2000 passa alla Fiorentina dove conquista la sua seconda Coppa Italia, segnando anche un gol nella finale di andata proprio contro il Parma. Il 1º luglio 2001 i viola rinnovano la comproprietà. Il 21 giugno 2002 le due società non si sono accordate sulla cifra da pattuire per riscattare il giocatore e andranno alle buste. Il 1º ottobre si svincola dai viola dopo il fallimento della società. Il 20 ottobre viene ingaggiato dal Bologna, collezionando 26 presenze. Il 4 agosto 2003 passa ai Glasgow Rangers con cui milita per una stagione e mezza.
Nel gennaio 2005 torna in Italia nel L.R. Vicenza in Serie B. L'anno successivo tenta un'esperienza in Grecia nell'Akratitos, ma vi disputa solo 4 partite di campionato.

#### Nazionale
Esordisce con la maglia della nazionale italiana il 13 novembre 1999 allo stadio Via del mare di Lecce, segnando un gol nell'amichevole con il Belgio (persa per 3-1). In seguito colleziona solo un'altra presenza, nell'amichevole vinta per 2-0 allo stadio Oreste Granillo di Reggio Calabria contro il Portogallo.

### Allenatore

#### Domegliara, giovanili italiane e anni da collaboratore
Dal marzo 2007 a novembre 2009 allena la formazione veronese del Domegliara in Serie D.
Dall'agosto 2010 al 30 giugno 2013 è assistente di Daniele Zoratto nell'Italia under 16 e nell'Italia under 17, raggiungendo una finale europea under 17 e la partecipazione al mondiale di categoria. Dal luglio 2013 diventa allenatore dell'Under-16 e vice allenatore di Alessandro Pane alla guida dell'Italia under 19 e a fine anno, lasciata la guida dell'Under-16, diventa allenatore dell'Italia under 18. Il 10 luglio 2015 viene promosso alla guida dell’Under-19 in sostituzione di Alessandro Pane. Il 18 luglio 2016 entra a far parte dello staff della Nazionale italiana come assistente tecnico del commissario tecnico Gian Piero Ventura. Il 26 luglio arriva al secondo posto all'Europeo Under-19 venendo battuto in finale dalla Francia e rassegnando anche le dimissioni. Il 10 luglio 2017 dopo 8 anni decide di lasciare lo staff tecnico della FIGC.
Il 18 luglio successivo entra nello staff di Antonio Conte al Chelsea come assistente della prima squadra. Lascia la squadra londinese al termine della stagione dopo l'esonero di Conte, che nel maggio 2019 segue nella sua esperienza all'Inter. Lascerà poi l'Inter assieme ad Antonio Conte e a tutto il suo staff il 26 maggio 2021.

#### Spartak Mosca
Il 17 dicembre 2021, Vanoli assume il suo primo incarico da allenatore di un club professionistico, lo Spartak Mosca, sostituendo l'esonerato Rui Vitória e firmando un contratto valido per una stagione; fra i membri dello staff che vengono assunti insieme a lui, figura anche Marco Donadel, nel ruolo di vice-allenatore. Vince la coppa di Russia, ma a causa del conflitto russo-ucraino in corso decide di non rinnovare con il club moscovita.

#### Venezia
Il 7 novembre 2022 viene nominato nuovo tecnico del Venezia, in Serie B, dove sostituisce Andrea Soncin (a sua volta da poco subentrato, ad interim, all'esonerato Ivan Javorčić), con la squadra penultima con 9 punti dopo 12 partite. Con il club lagunare firma un contratto biennale. Mette insieme 40 punti in 26 partite terminando all'ottavo posto con qualificazione ai play-off dove è eliminato dal Cagliari al primo turno.
La stagione seguente il Venezia staziona sempre tra i primi posti e conclude il campionato al terzo posto dietro a Parma e Como. AI play-off, la squadra di Vanoli prima elimina il Palermo, e poi prevale in finale sulla Cremonese (0-0 all'andata e 1-0 al ritorno con gol di vittoria di Gytkjaer), tornando in Serie A dopo due stagioni.

#### Torino
Il 21 giugno 2024, dopo aver risolto il proprio contratto con il Venezia, Vanoli viene ufficialmente ingaggiato come nuovo tecnico del Torino, in Serie A, con cui firma un contratto biennale. Alla sua prima stagione con i granata, si piazza 11º in campionato con 44 punti, avendo collezionato 10 vittorie, 14 pareggi e 14 sconfitte. Il 5 giugno 2025, interrompe ufficialmente il proprio accordo con il club.

## Statistiche

### Presenze e reti nei club
| Stagione              | Squadra              | Campionato           | Campionato | Campionato | Coppe nazionali | Coppe nazionali | Coppe nazionali | Coppe continentali | Coppe continentali | Coppe continentali | Altre coppe | Altre coppe | Altre coppe | Totale | Totale |
| Stagione              | Squadra              | Comp                 | Pres       | Reti       | Comp            | Pres            | Reti            | Comp               | Pres               | Reti               | Comp        | Pres        | Reti        | Pres   | Reti   |
| --------------------- | -------------------- | -------------------- | ---------- | ---------- | --------------- | --------------- | --------------- | ------------------ | ------------------ | ------------------ | ----------- | ----------- | ----------- | ------ | ------ |
| 1991-1992             | Bellinzago           | Int                  | 28         | 1          | -               | -               | -               | -                  | -                  | -                  | -           | -           | -           | 28     | 1      |
| 1992-1993             | Corsico              | CND                  | 31         | 3          | CID             | ?               | ?               | -                  | -                  | -                  | -           | -           | -           | 31+    | 3+     |
| 1993-1994             | Venezia              | B                    | 30         | 2          | CI              | 5               | 0               | -                  | -                  | -                  | -           | -           | -           | 35     | 2      |
| 1994-1995             | Venezia              | B                    | 26         | 0          | CI              | 1               | 0               | -                  | -                  | -                  | -           | -           | -           | 27     | 0      |
| Totale Venezia        | Totale Venezia       | Totale Venezia       | 56         | 2          |                 | 6               | 0               |                    | -                  | -                  |             | -           | -           | 62     | 2      |
| 1995-1996             | Hellas Verona        | B                    | 30         | 0          | CI              | 0               | 0               | -                  | -                  | -                  | -           | -           | -           | 30     | 0      |
| 1996-1997             | Hellas Verona        | A                    | 27         | 0          | CI              | 1               | 0               | -                  | -                  | -                  | -           | -           | -           | 28     | 0      |
| 1997-1998             | Hellas Verona        | B                    | 27         | 2          | CI              | 4               | 1               | -                  | -                  | -                  | -           | -           | -           | 31     | 3      |
| Totale Hellas Verona  | Totale Hellas Verona | Totale Hellas Verona | 84         | 2          |                 | 5               | 1               |                    | -                  | -                  |             | -           | -           | 89     | 3      |
| 1998-1999             | Parma                | A                    | 14         | 2          | CI              | 9               | 1               | CU                 | 7                  | 1                  | -           | -           | -           | 30     | 4      |
| 1999-2000             | Parma                | A                    | 29+1       | 0          | CI              | 0               | 0               | UCL+CU             | 2+5                | 0+0                | SI          | 1           | 0           | 38     | 0      |
| Totale Parma          | Totale Parma         | Totale Parma         | 44         | 2          |                 | 9               | 1               |                    | 14                 | 1                  |             | 1           | 0           | 68     | 4      |
| 2000-2001             | Fiorentina           | A                    | 27         | 0          | CI              | 4               | 1               | CU                 | 8                  | 2                  | -           | -           | -           | 39     | 2      |
| 2001-2002             | Fiorentina           | A                    | 17         | 1          | CI              | 0               | 0               | CU                 | 5                  | 0                  | SI          | 0           | 0           | 22     | 1      |
| Totale Fiorentina     | Totale Fiorentina    | Totale Fiorentina    | 44         | 1          |                 | 4               | 1               |                    | 13                 | 2                  |             | 0           | 0           | 61     | 3      |
| 2002-2003             | Bologna              | A                    | 21         | 2          | CI              | 1               | 0               | -                  | -                  | -                  | -           | -           | -           | 22     | 2      |
| 2003-2004             | Rangers              | SPL                  | 23         | 1          | SC+SLC          | 2+3             | 0               | UCL                | 7                  | 0                  | -           | -           | -           | 35     | 1      |
| lug. 2004 - gen. 2005 | Rangers              | SPL                  | 5          | 0          | SC+SLC          | 0+1             | 0+0             | UCL+CU             | 0+1                | 0+0                | -           | -           | -           | 7      | 0      |
| Totale Rangers        | Totale Rangers       | Totale Rangers       | 28         | 1          |                 | 6               | 0               |                    | 8                  | 0                  |             | -           | -           | 42     | 1      |
| gen. - giu. 2005      | Vicenza              | B                    | 17+2       | 2+0        | -               | -               | -               | -                  | -                  | -                  | -           | -           | -           | 19     | 2      |
| 2005-2006             | Akratītos            | AE                   | 4          | 1          | CG              | 1               | 0               | -                  | -                  | -                  | -           | -           | -           | 27     | 0      |
| 2006-2007             | Castelnuovo Sandrà   | Ecc                  | ?          | ?          | -               | -               | -               | -                  | -                  | -                  | -           | -           | -           | ?      | ?      |
| Totale carriera       | Totale carriera      | Totale carriera      | 389+       | 17+        |                 | 32+             | 3+              |                    | 35                 | 3                  |             | 1           | 0           | 457+   | 22+    |

### Cronologia presenze e reti in nazionale
| Cronologia completa delle presenze e delle reti in nazionale ― Italia | Cronologia completa delle presenze e delle reti in nazionale ― Italia | Cronologia completa delle presenze e delle reti in nazionale ― Italia | Cronologia completa delle presenze e delle reti in nazionale ― Italia | Cronologia completa delle presenze e delle reti in nazionale ― Italia | Cronologia completa delle presenze e delle reti in nazionale ― Italia | Cronologia completa delle presenze e delle reti in nazionale ― Italia | Cronologia completa delle presenze e delle reti in nazionale ― Italia |
| Data                                                                  | Città                                                                 | In casa                                                               | Risultato                                                             | Ospiti                                                                | Competizione                                                          | Reti                                                                  | Note                                                                  |
| --------------------------------------------------------------------- | --------------------------------------------------------------------- | --------------------------------------------------------------------- | --------------------------------------------------------------------- | --------------------------------------------------------------------- | --------------------------------------------------------------------- | --------------------------------------------------------------------- | --------------------------------------------------------------------- |
| 13-11-1999                                                            | Lecce                                                                 | Italia                                                                | 1 – 3                                                                 | Belgio                                                                | Amichevole                                                            | 1                                                                     |                                                                       |
| 26-4-2000                                                             | Reggio Calabria                                                       | Italia                                                                | 2 – 0                                                                 | Portogallo                                                            | Amichevole                                                            | -                                                                     | 89’                                                                   |
| Totale                                                                |                                                                       | Presenze                                                              | 2                                                                     |                                                                       | Reti                                                                  | 1                                                                     |                                                                       |

### Statistiche da allenatore

#### Club
Statistiche aggiornate al 25 maggio 2025. In grassetto le competizioni vinte.
| Stagione          | Squadra           | Campionato        | Campionato | Campionato | Campionato | Campionato | Coppe nazionali | Coppe nazionali | Coppe nazionali | Coppe nazionali | Coppe nazionali | Coppe continentali | Coppe continentali | Coppe continentali | Coppe continentali | Coppe continentali | Altre coppe | Altre coppe | Altre coppe | Altre coppe | Altre coppe | Totale | Totale | Totale | Totale | % Vittorie | Piazzamento      |
| Stagione          | Squadra           | Comp              | G          | V          | N          | P          | Comp            | G               | V               | N               | P               | Comp               | G                  | V                  | N                  | P                  | Comp        | G           | V           | N           | P           | G      | V      | N      | P      | %          | Piazzamento      |
| ----------------- | ----------------- | ----------------- | ---------- | ---------- | ---------- | ---------- | --------------- | --------------- | --------------- | --------------- | --------------- | ------------------ | ------------------ | ------------------ | ------------------ | ------------------ | ----------- | ----------- | ----------- | ----------- | ----------- | ------ | ------ | ------ | ------ | ---------- | ---------------- |
| mar.-giu. 2007    | Domegliara        | Ecc.              | 4+2        | 4+1        | 0+1        | 0+0        | CI-Ecc.         | -               | -               | -               | -               | -                  | -                  | -                  | -                  | -                  | -           | -           | -           | -           | -           | 6      | 5      | 1      | 0      | 83,33      | Sub., 1º (prom.) |
| 2007-2008         | Domegliara        | D                 | 34         | 13         | 13         | 8          | CI-D            | 6               | 3               | 1               | 2               | -                  | -                  | -                  | -                  | -                  | -           | -           | -           | -           | -           | 40     | 16     | 14     | 10     | 40,00      | 6º               |
| 2008-2009         | Domegliara        | D                 | 34+1       | 17+0       | 8+0        | 9+1        | CI-D            | 2               | 0               | 1               | 1               | -                  | -                  | -                  | -                  | -                  | -           | -           | -           | -           | -           | 37     | 17     | 9      | 11     | 45,95      | 3º               |
| lug.-nov. 2009    | Domegliara        | D                 | 12         | 2          | 4          | 6          | CI-D            | 2               | 0               | 2               | 0               | -                  | -                  | -                  | -                  | -                  | -           | -           | -           | -           | -           | 14     | 2      | 6      | 6      | 14,29      | Dimiss.          |
| Totale Domegliara | Totale Domegliara | Totale Domegliara | 84+3       | 36+1       | 25+1       | 23+1       |                 | 10              | 3               | 4               | 3               |                    | -                  | -                  | -                  | -                  |             | -           | -           | -           | -           | 97     | 40     | 30     | 27     | 41,24      |                  |
| dic. 2021-2022    | Spartak Mosca     | PL                | 12         | 4          | 3          | 5          | KR              | 4               | 4               | 0               | 0               | UEL                | -                  | -                  | -                  | -                  | -           | -           | -           | -           | -           | 16     | 8      | 3      | 5      | 50,00      | Sub., 10º        |
| nov. 2022-2023    | Venezia           | B                 | 26+1       | 11+0       | 7+0        | 8+1        | CI              | -               | -               | -               | -               | -                  | -                  | -                  | -                  | -                  | -           | -           | -           | -           | -           | 27     | 11     | 7      | 9      | 40,74      | Sub., 8º         |
| 2023-2024         | Venezia           | B                 | 38+4       | 21+3       | 7+1        | 10+0       | CI              | 1               | 0               | 1               | 0               | -                  | -                  | -                  | -                  | -                  | -           | -           | -           | -           | -           | 43     | 24     | 9      | 10     | 55,81      | 3º (prom.)       |
| Totale Venezia    | Totale Venezia    | Totale Venezia    | 64+5       | 32+3       | 14+1       | 18+1       |                 | 1               | 0               | 1               | 0               |                    | -                  | -                  | -                  | -                  |             | -           | -           | -           | -           | 70     | 35     | 16     | 19     | 50,00      |                  |
| 2024-2025         | Torino            | A                 | 38         | 10         | 14         | 14         | CI              | 2               | 1               | 0               | 1               | -                  | -                  | -                  | -                  | -                  | -           | -           | -           | -           | -           | 40     | 11     | 14     | 15     | 27,50      | 11º              |
| Totale carriera   | Totale carriera   | Totale carriera   | 206        | 86         | 58         | 62         |                 | 17              | 8               | 5               | 4               |                    | -                  | -                  | -                  | -                  |             | -           | -           | -           | -           | 223    | 94     | 63     | 66     | 42,15      |                  |

#### Nazionale
| Squadra     | Naz               | dal            | al             | Record | Record | Record | Record     | Record | Record | Record | Record |
| G           | V                 | N              | P              | GF     | GS     | DR     | % Vittorie |        |        |        |        |
| ----------- | ----------------- | -------------- | -------------- | ------ | ------ | ------ | ---------- | ------ | ------ | ------ | ------ |
| Italia U-18 | Italia (bandiera) | 1º agosto 2013 | 31 luglio 2015 | 12     | 11     | 0      | 1          | 27     | 6      | +21    | 91,67  |
| Italia U-19 | Italia (bandiera) | 1º agosto 2015 | 31 luglio 2016 | 18     | 10     | 7      | 1          | 32     | 18     | +14    | 55,56  |
| Totale      | Totale            | Totale         | Totale         | 30     | 21     | 7      | 2          | 59     | 24     | +35    | 70,00  |

## Palmarès

### Giocatore

#### Competizioni nazionali
- Serie C2: 1

Varese: 1989-1990 (girone B)
- Coppa Italia: 2

Parma: 1998-1999
Fiorentina: 2000-2001
- Supercoppa italiana: 1

Parma: 1999

#### Competizioni internazionali
- Coppa UEFA: 1

Parma: 1998-1999

### Allenatore

#### Competizioni regionali
- Eccellenza: 1

Domegliara: 2006-2007 (girone A)

#### Competizioni nazionali
- Coppa di Russia: 1

Spartak Mosca: 2021-2022